# Asthena albulata
Asthena albulata, conocida (en inglés) como "pequeña ola blanca", es una especie de polilla de la familia Geometridae. La especie fue descrita por primera vez por Johann Siegfried Hufnagel en 1767. Se encuentra en toda Europa y también en Oriente Próximo, Anatolia y en los alrededores del mar Caspio. El holotipo de la especie fue descrita a nivel de Chia-ting-fu (en chino simplificado, 嘉定府) en China occidental.

## Descripción
Es una polilla pequeña con una envergadura de 14 a 18 milímetros (0,6 a 0,7 plg) y de color blanco brillante. El ala anterior cuenta con 5 (el ala posterior con 3) líneas curvas y sinuosas de color amarillo-marrón. Los puntos discales discretos, a veces ausentes. El margen distal del ala con diminutos puntos negros. Las larvas son bastante robustas, los segmentos túmidos y arrugados. La cabeza es verde pálido, moteada de negro. El cuerpo es de color verde amarillento pálido, la parte posterior del tórax y la parte posterior (y los lados) del abdomen se ven fuertemente marcados con carmesí; línea subdorsal y franja lateral amarillentas. 
Se encuentran sobre el abedul, avellano y carpes. La polilla se ve en mayo-junio, con una segunda cría muy parcial después de esos meses.